# Oud Vliegveld Ursel
Het oude vliegveld van Ursel of B-67 was een militair vliegveld tijdens de Tweede Wereldoorlog, gelegen in het noordwesten van de Belgische provincie Oost-Vlaanderen. Het lag ten zuiden van de weg tussen Knesselare en Ursel, en is opgevolgd door het huidige vliegveld Ursel aan de noordzijde van de weg.

## Vliegveld nummer 33
Midden 1939 begon het Belgische Regiment Luchtvaarttroepen in het Meetjesland met het aanleggen van drie vliegvelden voor de Belgische militaire luchtvaart. Deze hulpvliegvelden kwamen in Aalter, Maldegem en Ursel. Aalter kreeg het codenummer 26 toegewezen, Maldegem werd aangeduid met 32 en Ursel droeg nummer 33. In Ursel had het 4de Bataljon op gras een piste aangelegd met een lengte van 900 meter. De baan liep van het noordwesten naar het zuidoosten. Begin 1940 was het veld afgewerkt. Voor de vliegtuigen waren er parkeerplaatsen voorzien in de vorm van uitgespaarde openingen in de bossen. Alhoewel de meeste vliegbewegingen plaatsvonden in Aalter werd Ursel vanaf 18 mei 1940 gebruikt voor het uitvoeren van dagelijkse verkenningsvluchten met vliegtuigen van het type Renard R.31, SV.5-Tornado en Fairey Fox.
Op 20 mei 1940 werd het vliegveld voor het eerst gebombardeerd door de Duitse Luftwaffe. Op 23 mei 1940 gaven de Belgen de basis op en maakten ze de landingsbaan onbruikbaar.

## Overname door de Duitsers
Op 27 mei 1940 namen de Duitsers de drie hulpvliegvelden over. In Ursel kwamen er wachthokjes en barakken. In de buurt eiste de bezetter woningen, een klooster en een school op. Deze gebouwen werden gebruikt voor het inrichten van een ziekenzaal, een verblijf voor soldaten van de Luftwaffe en een ziekenhuis. Op het vliegveld voerden de Duitsers drainagewerken uit en ze verbeterden het waterleidingnet.

## Saturno
Van 19 oktober 1940 tot 10 januari 1941 werd het vliegveld ingenomen door het Corpo Aero Italiano, de Italiaanse luchtmacht, die zich aangesloten had bij de Duitse. Het vliegveld kreeg de codenaam Saturno en de Italianen gebruikten het als uitvalbasis voor de deelname aan de Slag om Engeland. Er werden vliegtuigen van het type Fiat CR.42 gestationeerd.

## Erprobungsgruppe 210
Erprobungsgruppe 210 nam begin 1941 haar intrek in Ursel. Deze groep kreeg de opdracht om de toen nieuwe vliegtuigen van het type Messerschmitt Bf 210 uit te proberen, alhoewel zij vooral met de types Bf 109 en Bf 110 vloog. Ze verliet Ursel op 20 maart 1941 en verplaatste haar activiteiten naar Wevelgem. Ondertussen werden vliegveld en omgeving verder gemoderniseerd. Er werd een betonnen start- en landingsbaan van 900 meter met bijhorende taxiweg en parkeerplaatsen aangelegd. Het vliegveld werd ook voorzien van bakstenen loodsen en torens voor luchtafweer. Hangars, parkeerplaatsen en overige gebouwen werden gecamoufleerd met netten, struiken en andere beplanting.

## B-67

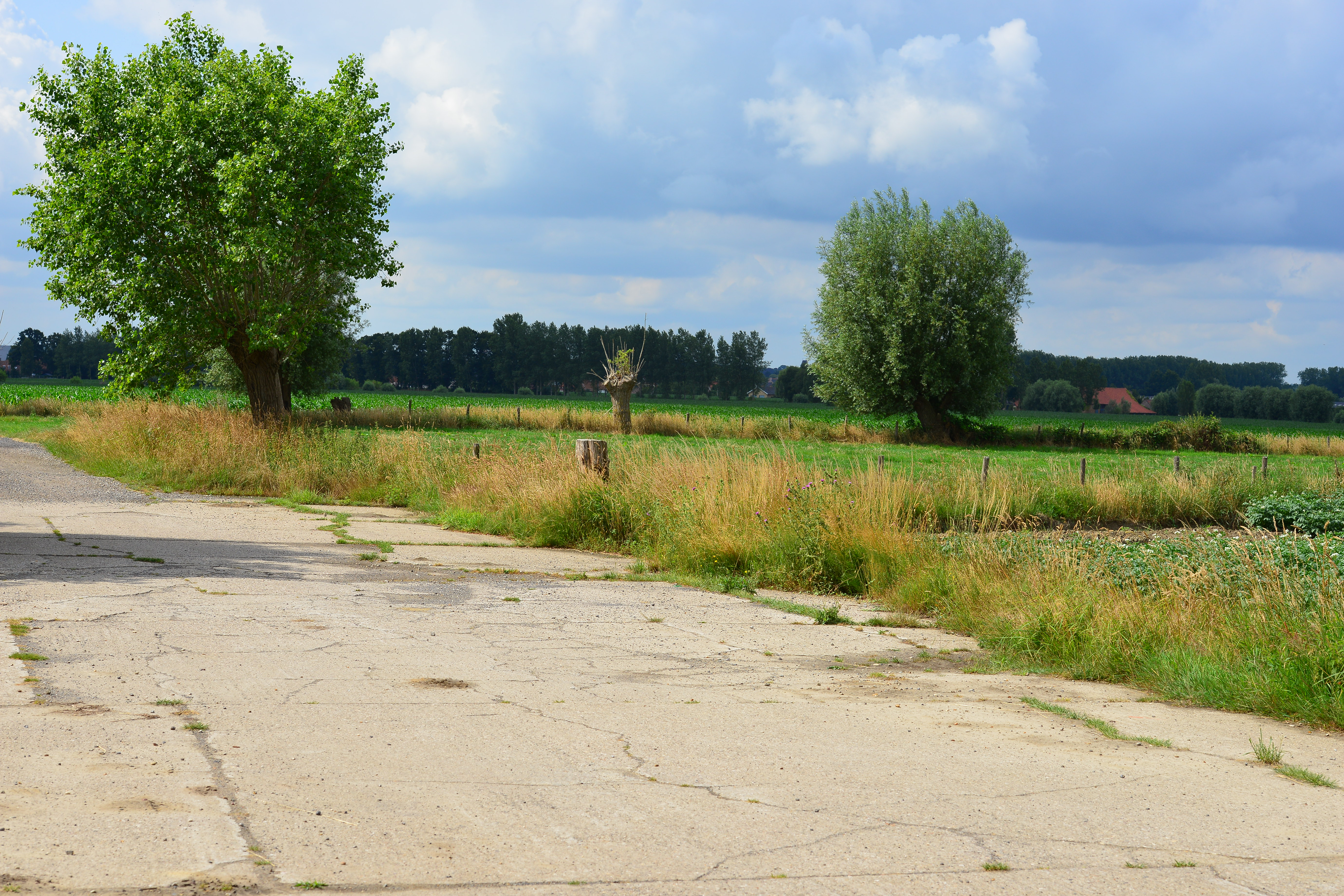
Restant van de start- en landingsbaan van het vliegveld B-67

In september 1944 werd het vliegveld door de geallieerden bevrijd. De 217de Airfield Construction Company begon in oktober 1944 met het verlengen en verstevigen van de landingsbaan. Dit verlengen was nodig om de zware toestellen van het type Hawker Typhoon te laten landen. De bovenlaag van de baan werd verwijderd en op de vrijgekomen plaats werd puin gestort. Op dit puin werd stro aangebracht. Het geheel werd afgewerkt met bitumenmatten. Het veld kreeg de codenaam B-67. De "B" in de code gaf aan dat het vliegveld was toegewezen aan de Britse Royal Air Force.
Omdat in september 1944 de Scheldemonding nog steeds in Duitse handen was, besloten de geallieerden om B-67 te gebruiken als thuisbasis voor de 123ste Wing. Deze wing bestond uit vier smaldelen. De eerste Hawker Typhoons werden op het vliegveld ontvangen op 29 oktober 1944. Een honderdtal Typhoons zouden uiteindelijk van het vliegveld gebruikmaken. De meesten namen deel aan de operatie Infatuate. Ze ondersteunden hiermee de Canadezen die met landingsvaartuigen de Scheldemonding wilden bevrijden. Op 8 november 1944 staakten de Duitsers de strijd om de Scheldemonding en kon Antwerpen opnieuw met schepen bevoorraad worden.
Op 26 november 1944 verliet de 123ste Wing het vliegveld voorgoed.

## Forward Airfield
Omdat tegen het einde van 1944 het front zich dieper in Duitsland terugtrok, besliste de Royal Air Force om B-67 in te richten als een forward airfield (vooruitgeschoven vliegveld). De basis werd dus niet langer gebruikt om vliegtuigen te stationeren, maar fungeerde als tussenstop voor jagers die vanuit Engeland vertrokken waren en die omwille van hun beperkte actieradius in Ursel moesten herbevoorraad worden met brandstof en munitie. Bovendien deed het vliegveld ook vaak dienst als noodlandingsplaats.

## Operatie Bodenplatte
Op 1 januari 1945 werd het vliegveld voor een laatste keer aangevallen door de Duitsers in het kader van Operatie Bodenplatte. Deze operatie was een poging om de vooruitgeschoven vliegvelden van de geallieerden in België, Nederland en Frankrijk uit te schakelen. Omdat er in Ursel geen luchtafweer aanwezig was op het moment van de aanval, moest het vliegveldpersoneel vluchten en kreeg de Luftwaffe de kans om een aantal vliegtuigen die aan de grond stonden te vernietigen en andere zwaar te beschadigen.

## Na de oorlog

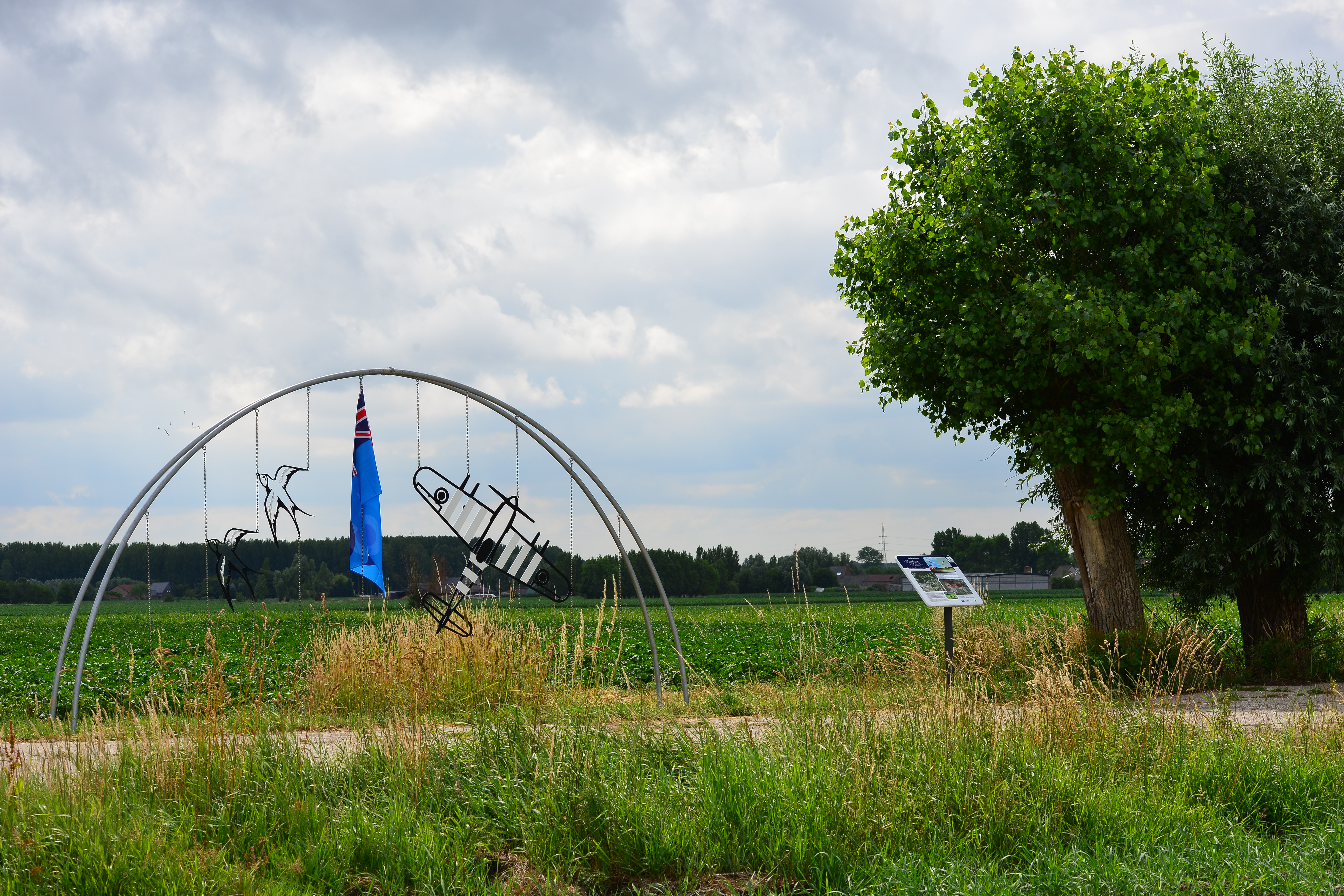
Monument, opgericht ter nagedachtenis aan het oorlogsvliegveld B-67

Na de capitulatie van Duitsland op 8 mei 1945 bleef het vliegveld een rol spelen als tussenstop voor vliegtuigen die bevrijde geallieerde krijgsgevangenen aan boord hadden. Hiervoor werden vooral toestellen van het type Douglas DC-3 gebruikt, door de Engelsen ook Dakota genoemd. Het vliegveld werd intussen onderhouden door Airfield Construction Squadrons die tevens 240 buurtbewoners tewerkstelden.
Rond 1955 werd het vliegveld opgebroken. De betonplaten werden gedeeltelijk hergebruikt voor het aanleggen van het huidige vliegveld Ursel aan de noordzijde van de weg tussen Knesselare en Ursel. Een deel van het beton werd ook gebruikt voor de bouw van de Mariagrot te Kleit.

## Monument
Op 27 juni 2014 werd een monument ingehuldigd aan het restant van de start- en landingsbaan. In een metalen boog, die een vliegtuighangar voorstelt, werden met kettingen de uitgewerkte silhouetten van een vliegtuig en een groep zwaluwen opgehangen. Het vliegtuig, een Typhoon, symboliseert de bevrijding. De twee zwaluwen stellen de bewoners van de velden in vredestijd voor.